# Orphilus niger
Orphilus niger is een keversoort uit de familie spektorren (Dermestidae). De wetenschappelijke naam van de soort werd in 1790 gepubliceerd door Pietro Rossi.